# ترور (فیلم ۱۹۶۱)
ترور (ایتالیایی: L'assassino) یک فیلم به کارگردانی الیو پتری است که در سال ۱۹۶۱ منتشر شد. از بازیگران آن می‌توان به مارچلو ماسترویانی، برونو شیپیونی، مارکو ماریانی و میشلین پرل اشاره کرد.